# 梁鶴善

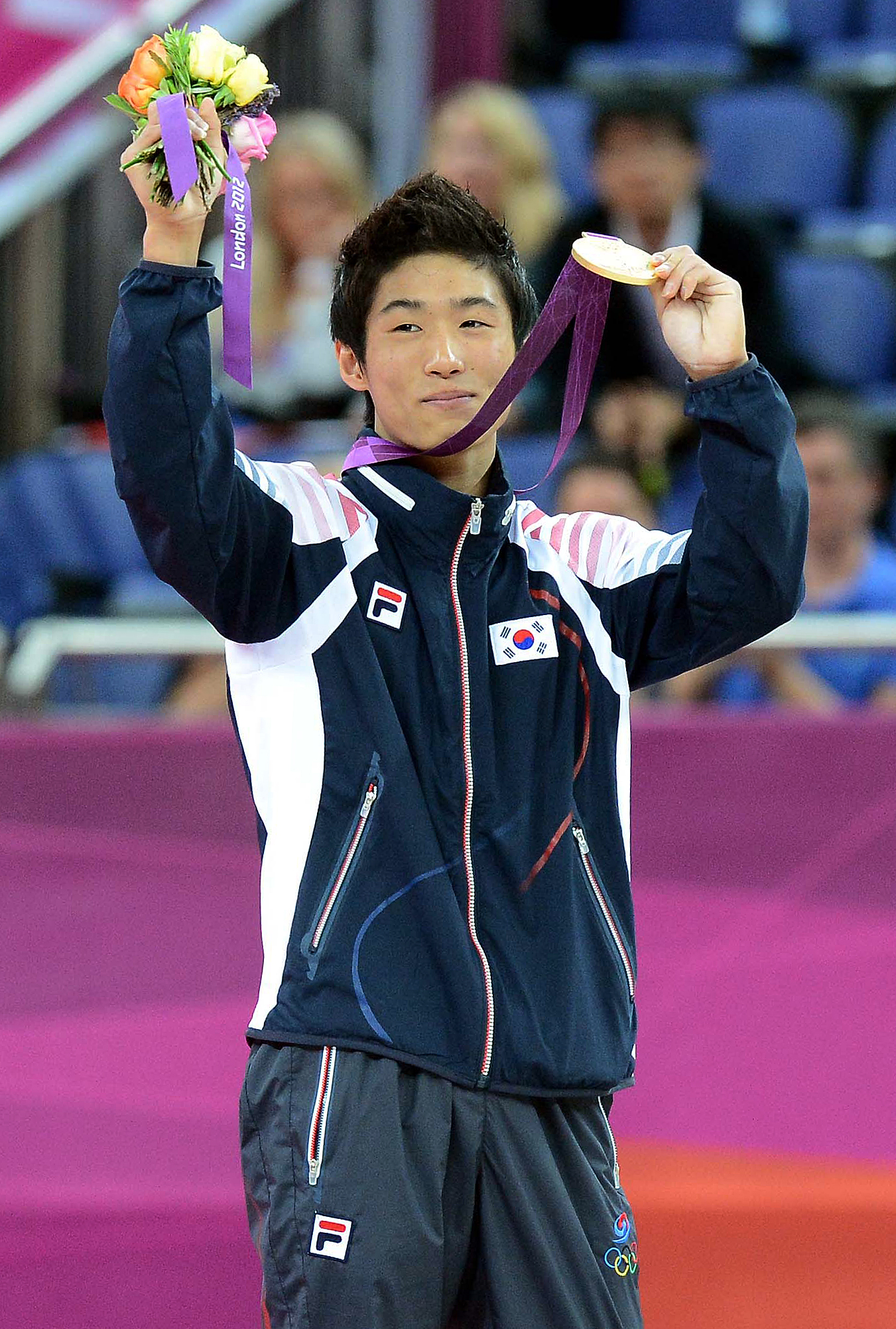
ロンドン五輪での梁鶴善

梁 鶴善（ヤン・ハクソン、양학선、Yang Hak-Seon、1992年12月6日-）は、韓国の男子体操選手。身長159cm、体重53kg。韓国体育大学校在学中。得意種目は跳馬で、あだ名は도마의 신（跳馬の神）。

## 略歴
- 全羅北道高敞郡のビニールハウスの小さな家で、家族四人（父、母、兄）極貧の中で生活してきた[1]。本貫は済州梁氏[2]。
- 2010年アジア競技大会と2011年世界体操競技選手権の跳馬で金メダルを獲得。
- ロンドンオリンピックの跳馬決勝では最終8番目に出場した。1回目では力強く踏切板を踏んで飛び上がり、空中で3回転ひねる「ヤン・ハクソン」を披露し、着地は乱れたものの難度が高いこともあり16.466点を出した。2回目では横向きで3回転ひねる、難度7.0のロペスを披露し着地を完璧に決め、16.600点を出した。1回目と2回目の平均16.533点で男女を通じて韓国史上初となるオリンピックの体操競技において金メダルを獲得した。
- 2013年世界体操競技選手権の跳馬でも大会2連覇を達成している。